# Cymatogaster aggregata

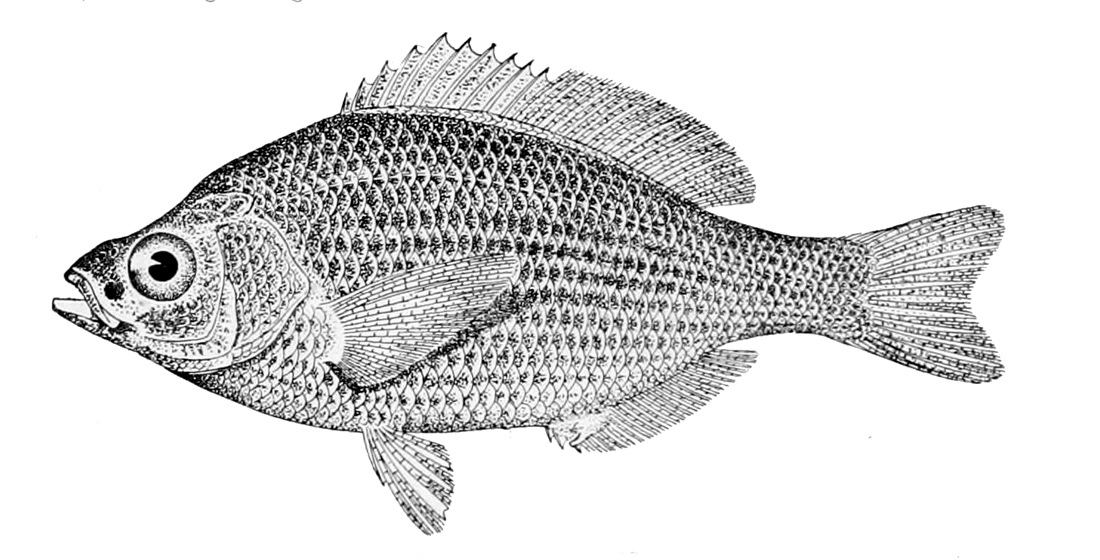
Il·lustració del 1906

Cymatogaster aggregata és una espècie de peix pertanyent a la família dels embiotòcids i l'única del gènere Cymatogaster.

## Descripció
- Pot arribar a fer 20,3 cm de llargària màxima (normalment, en fa 11,5).
- Cos comprimit, generalment platejat i amb el dors de fosc a verdós.
- 8-11 espines i 19-22 radis tous a l'aleta dorsal i 3 espines i 22-25 radis tous a l'anal.
- 33-37 vèrtebres.
- Línia lateral lleugerament arquejada i completa.
- Presenta vuit ratlles longitudinals, les quals són sovint interrompudes (especialment en les femelles) per tres bandes de color groc clar.
- Aleta anal generalment incolora i, de vegades, amb una taca groga.
- Els mascles reproductors poden ésser de color quasi negre i desenvolupar lòbuls carnosos en ambdós costats de l'aleta anal.[6][7][8]

## Alimentació
Els juvenils mengen principalment copèpodes, mentre que els adults es nodreixen de crustacis petits, mol·luscs i algues.

## Depredadors
És depredat per Leptocottus armatus, Oncorhynchus tshawytscha, Sarda chiliensis chiliensis, la bacora (Thunnus alalunga), Sebastes caurinus, la foca comuna (Phoca vitulina) i el tauró lleopard (Triakis semifasciata).

## Hàbitat
És un peix d'aigua dolça, marina i salabrosa; demersal i de clima subtropical que viu fins als 146 m de fondària.

## Distribució geogràfica
Es troba al Pacífic oriental: des de Wrangell (el sud-est d'Alaska) fins a la badia de San Quintín (el nord de la Baixa Califòrnia, Mèxic).

## Observacions
És inofensiu per als humans i la seua esperança de vida és de 9 anys.